# 张琴 (书画家)

張琴

张琴（1876年—1952年），字治如，晚号石匏老人，福建莆田人。清光绪三十年（1904年）甲辰科进士。授翰林院编修。 张琴曾先后任涵江崇实中学堂教员，官立兴郡中学堂监督（校长），莆田国医专科学校校长兼授医学史。民国元年被选为国会众议院议员，兼《亚东新闻》报主笔、孔教大学董事长等；后兼任福建省教育司长。张琴才华横逸，表露于寸笺尺幅及报刊讲坛之上，忧民之心，经国之略，为众称道，后退息林泉。
张琴学识渊博，诗文书画篆刻皆工，且博而能精。其篆刻取法于汉印，而诗追唐宋，古典雅澹；长于书法，书擅四体，行书在欧虞之间；山水画宗四王，笔墨淡雅秀润，笔力雄健，每作一画，常题一诗。张琴的同年翰林曾任国民政府主席、行政院院长等职的谭延闓，称张琴诗、书、画为当代三绝，谭延闓给张琴的题词有“故人寥落今如梦，好句低徊我所师；收拾游踪归箧底，端应一画一题诗。
以飽學著稱，有《莆田縣誌稿》《桐雲軒聲畫集》《六書考源》《南山志》。

## 生平
清光绪三十年（1904年）甲辰科进士，未經散館，以辦學授翰林院编修。学识渊博，工诗文书画，并擅篆刻。著述甚多，有《桐云轩读尔雅稿》、《桐云轩声画集》等。
1912年8月25日，同盟会等5团体正式改组为国民党，孙中山在北京的湖广会馆主持召开成立大会，张琴出席并与阎锡山、张继、李烈钧、胡瑛、王传炯、温宗尧、陈锦涛、陈陶遗、莫永贞、褚辅成、松毓、杨增新、于右任、马君武、田桐、谭延闿、张培爵、徐谦、王善荃、姚锡光、赵炳麟、柏文蔚、孙毓筠、景耀月、虞汝钧、沈秉堃、曾昭文、蒋翊武、陈明远一起被推举为参议。次年，当选为国会众议院议员，赴北京任职。时袁世凯阴谋复辟帝制，他和友人创办《亚东新闻》，发表“反袁”文章，后编为《反袁社论选辑》。
民国三年，国会被袁世凯解散，他回莆主持教育。
民国五年，黎元洪任大总统，恢复国会，他仍任众议院议员。次年，国会又被督军团解散，他离开北京，赴广州参加非常国会，任护法国会众议院议员，选孙中山为大元帅，实行护法。
民国八年，他重到广州，参加改组的中国国民党会议。
民国十一年，第二次恢复国会时，他再任众议院议员。民国三十八年（1949），人民解放军南下福建，在中国共产党闽中游击司令部授意下，莆田成立防护团，琴任主任。

## 著作
著有《桐云轩声画集》、《桐云轩读（尔雅）》、《六书考源》以及《南山志》（二卷）、《莆田县新志稿》（四十卷）、《张琴题画诗七百首》等。
张琴约于民国十七年（1928）前后，着手纂写《莆田县新志稿》。张琴的《莆田县志稿》，一作《莆田县新志稿》，一作《莆田县志》。张琴修《莆田县志稿》的时间，一作约于民国十七年，一作于民国三十六年。张琴的《莆田县志稿》，未刊行；福建师大图书馆和福建省图书馆均收藏有传抄本。
对《莆田县新志稿》，陈长城有按语，略云：莆邑立县于唐，邑志肇修于宋。乾道间郡守钟离松修，凡七卷。绍熙三年郡守赵彦励又集郡士成书十五卷，俱名《莆阳志》，著录宋史艺文志。已佚。明则彭韶景泰《莆阳志》凡十卷，周瑛谓为未成之书，然万历间陈氏世善堂书目录之，意其稿具而未刻也。次则弘治《兴化府志》五十四卷，周瑛、黄仲昭同修，（康按：陈一作黄仲昭、周瑛同撰）天一阁有原刻本，邑中流传者俱同治重刻本。次为万历甲戌《兴化府志》三十六卷，康大和修，流入日本内阁书库。次为万历癸丑《兴化新志》五十六卷，陈经邦、林尧俞同修，有两序见于乾隆志。盖莆为府治，故其事附府志以传也。其别为县志者，始康熙间林粦焻、朱元春同修，北京图书馆有之。次为乾隆志，廖必琦、林黉同纂，盖踵康熙志以后事，而己于旧志无所增删，且仍用旧板，故行格亦相同。光绪间知县潘文凤重刻乾隆志……其后道咸间林扬祖又修，稿具而未刊行。到五十年代后尚存有稿本及钞本二十余册，内容亦无甚创见。最后则为张琴斯志，断限至抗战胜利之时，于保存史料不无裨益也。